# Leonard-Cushing Fight
Pour plus de détails, voir Fiche technique et Distribution.
Leonard-Cushing Fight est un court métrage documentaire américain en noir et blanc, réalisé par William Kennedy Laurie Dickson, en 1894, avec Mike Leonard et Jack Cushing. Ce film a été réalisé lors de l'expérimentation du Kinétoscope, et de son ouverture au public américain. Il retrace le combat de ces deux hommes, en six rounds, écourtés selon les limites du Kinétographe. Selon le public, c'est Mike Leonard qui gagnera par KO.

## Fiche technique
- Titre original : Leonard-Cushing Fight
- Réalisation : William Kennedy Laurie Dickson
- Durée : 37 secondes (par round)
- Genre : court métrage - documentaire - muet
- Format : noir et blanc - 1.36:1

## Distribution
- Jack Cushing
- Mike Leonard